# Paul Kupelwieser

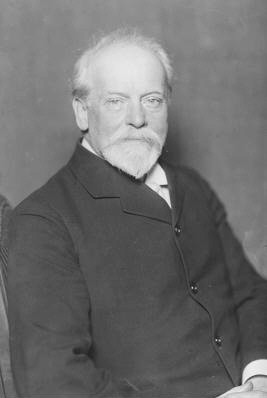
Paul Kupelwieser

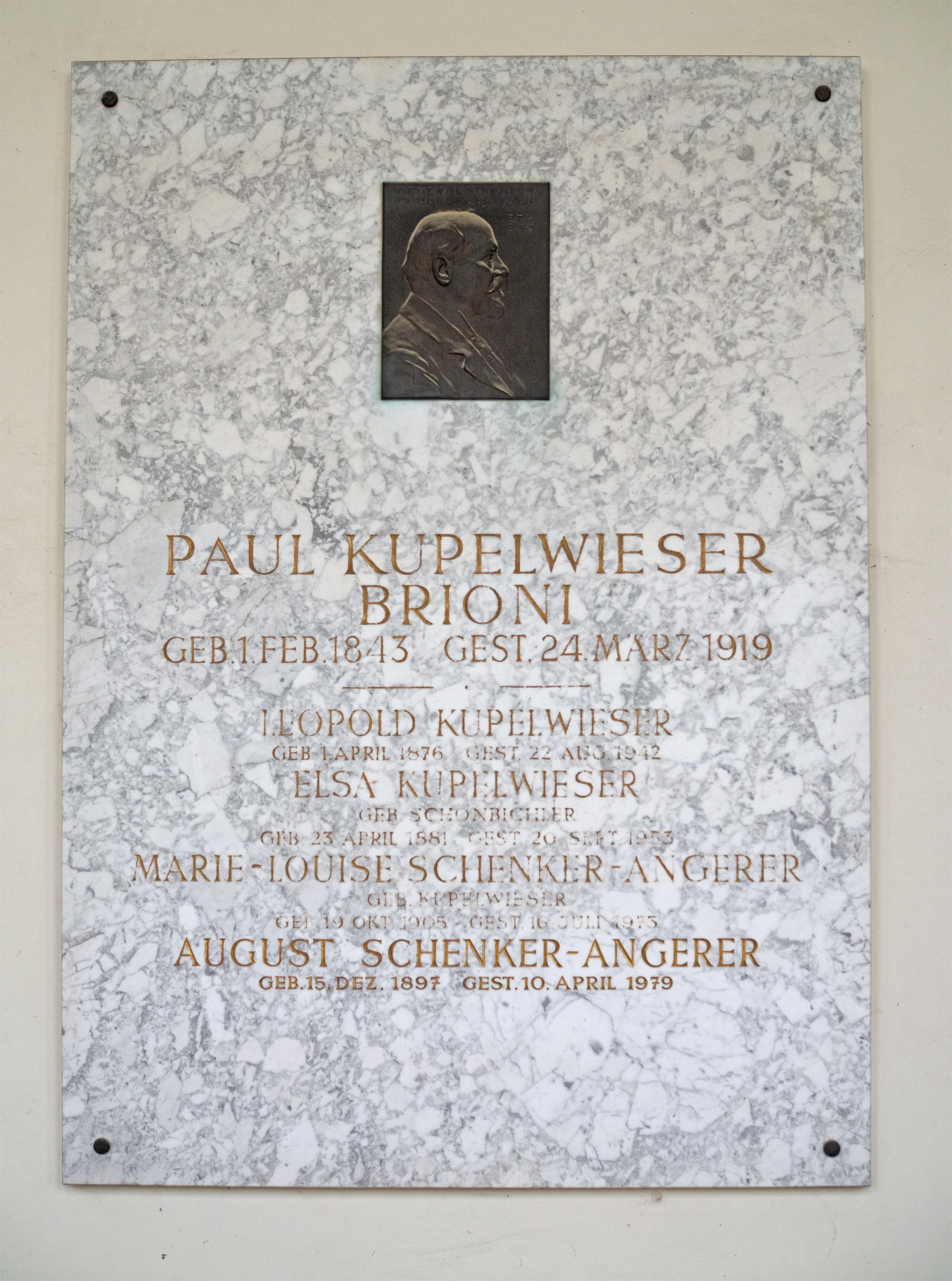
Grabstätte von Paul Kupelwieser auf dem Wiener Zentralfriedhof

Paul Kupelwieser (* 1. Februar 1843 in Wien; † 20. März 1919 in Wien) war ein österreichischer Industrieller.
Paul Kupelwieser wurde als dritter Sohn des damals bekannten Malers und Professors für Historienmalerei an der Wiener Akademie Leopold Kupelwieser geboren. Ältere Brüder waren Franz Kupelwieser und  Karl Kupelwieser.
Als leitender Mitarbeiter von Albert Salomon Anselm von Rothschild war er Generaldirektor der Eisen- und Stahlwerke in Ternitz (Niederösterreich), Teplitz und 1876–1893 der Witkowitzer Eisenwerke im heutigen Tschechien.

## Kauf und Gestaltung der Brioni-Inseln
1893 kündigte er und erwarb für 75.000 Gulden die Brioni-Inseln – ein Archipel aus insgesamt 14 kleinen Inseln, dreieinhalb Kilometer vor der Küste von Istrien bei der Hafenstadt Pula – heute Kroatien. Schon die Römer bauten auf der fünf Kilometer langen und drei Kilometer breiten Hauptinsel (Veli Brijun) Sommervillen und Wirtschaftsgebäude. Kupelwieser wollte ein vernachlässigtes Gebiet im Süden der Monarchie kultivieren. Die Insel war malariaverseucht, auch Kupelwieser erkrankte. 1900 bot er dem berühmten Bakteriologen Robert Koch die Insel als Forschungsobjekt an. Tatsächlich wurde Brioni innerhalb von 2 Jahren malariafrei, während auf dem Festland die Krankheit noch Jahrzehnte wütete. Koch hatte, anstatt sich auf die Ausrottung der Stechmücken zu versteifen, alle Inselbewohner mit Malariaerregern infiziert  und im Winter mit Chinin behandelt. Kupelwieser unterdes investierte ein Vielfaches des Kaufpreises, errichtete eine Infrastruktur, baute den Hafen aus, legte eine submarine Wasserleitung vom Festland nach Brioni und errichtete Wirtschaftsgebäude (Wein- und Milchwirtschaft, Imperialkäse), baute Hotels, ein Strandbad und das erste Winterschwimmbad an der österreichischen Riviera. Anton Gnirs legte Reste einer Römersiedlung rund um die Bucht Val Catena frei, darunter eine römisch-kaiserliche Villa und ein Tempelzentrum. Carl Hagenbeck errichtete einen Zoo nach Vorbild des Tierpark Hagenbeck und beabsichtigte eine Akklimatisierungsstation für seine Tiere. Eine Straußenzucht war wenig erfolgreich, weil sich die Mode änderte. Die ersten Gäste waren neurasthenische Patienten der Wiener Psychiater. 1906 entdeckte das Kaiserhaus die Insel zur Rekreation, Erzherzogin Maria Josepha und ihre Kinder waren die ersten. Stammgäste wurden Erzherzog Franz Ferdinand, Marie Valerie und Elisabeth Windisch-Graetz mit ihren Familien. Die Gäste waren überwiegend aus dem gehobenen Bürgertum, der Beamtenschaft und Künstler aller Sparten. Franz Ferdinand benutzte sie als repräsentatives Zentrum für Staatsbesuche, so war Kaiser Wilhelm II. 1912 zu einer Besichtigung hier. Im Ersten Weltkrieg wurde die Insel militärisch genutzt, 1915 starb Marie Kupelwieser und wurde im eigens errichteten Mausoleum bestattet. Paul Kupelwieser starb 1919 in Wien, er liegt immer noch „provisorisch“ auf dem Wiener Zentralfriedhof (Neue Arkaden–Gruppe NAR, Nr. 38).

## Nach dem Tode
Sein Sohn Karl (1872–1930) setzte das Werk auf den seit Ende des Ersten Weltkrieges italienischen Inseln im Sinne des Vaters fort. So ließ er etwa ein Spielbank-Casino und den ersten 18-Loch-Golfplatz in Europa bauen. Mit der Errichtung eines Poloplatzes, dem Bereithalten von Polopferden und dem Ehrgeiz, der elitären Welt hier alles Wünschenswerte anzubieten, übernahm er sich finanziell. Mit dem Einbruch der Weltwirtschaftskrise geriet das Unternehmen Brioni in Schwierigkeiten. Nachdem Karl Kupelwieser sich 1930 erschossen hatte, erfolgte der Niedergang und 1936 fiel sein Eigentum an Italien.